# Sabina Kienlechner
Sabina Kienlechner (* 1948) ist eine deutsche Essayistin, Publizistin und Übersetzerin.

## Leben
Sie wuchs in Rom auf und studierte deutsche Literaturwissenschaft, Philosophie und Musikwissenschaft an der Albert-Ludwigs-Universität in Freiburg im Breisgau. 1978 erlangte sie die Doktorwürde in Literaturwissenschaft und Philosophie mit dem Prädikat summa cum laude. In den Folgejahren arbeitete sie als Redakteurin bei der Zeitung Mannheimer Morgen. 1985 übersiedelte sie als freie Essayistin, Drehbuchautorin und Übersetzerin nach Rom. Seit 1995 lebt sie in Berlin.

## Veröffentlichungen
Bücher und Essays
- Negativität der Erkenntnis im Werk Franz Kafkas. Tübingen 1981, ISBN 3-484-18062-5.
- Marie Luise Kaschnitz. Über Archäologie und Grundbesitz. Essay. Hrsg. Uwe Schweikert. Frankfurt 1984, ISBN 3-518-38547-X.
- Italien. Land und Leute. München 1993, ISBN 3-493-60529-3.
- Undine geht. Essay. (= Freibeuter. 16). Berlin 1983. ISSN 0171-9289
- Kleine Geschichte des Fingerabdrucks. Essay. ORF Nachlese, Wien 1986.
- Was Ingeborg Bachmann in Berlin sah und hörte. Essay. In: Sinn und Form. 52/2, Aufbau-Verlag Berlin 2000. ISSN 0037-5756
- Die drei Identitäten des Ignazio Silone. Essay. In: Sinn und Form. 53/1, Aufbau-Verlag Berlin 2001.
- Verdi Handbuch. Verdis Briefe. Aufsatz. Hrsg. Anselm Gerhard. Stuttgart 2001, ISBN 3-476-01768-0.
- Tonlagen der Leidenschaft. Essay. (= Lettre International. 52). Berlin 2001. ISSN 0945-5167
- Ödipus in der Catfish Row. Essay. (= Lettre International. 57). Berlin 2001.
- Mutter mit Kind. Versuch über das dritte Geschlecht. (= Lettre International. 64). Berlin 2004.
- "Unter dem Einfluß der bürgerlichen Ideologie". Die "Aktionsgruppe Banat" in den Akten der Securitate. In: Sinn und Form. 6/2010, S. 746–769.
- Der arme Spitzel. Die rumäniendeutschen Schriftsteller und das juristische Debakel der Securitate-Aufarbeitung. In: Sinn und Form. 3/2014, S. 307–319.
- Ingeborg, ein letztes Mal. In: Sinn und Form. 3/2018, S. 308–319.
- Deutschland Abendland. In: Sinn und Form. 3/2020, S. 293–306.
- Die Mutter, das dritte Geschlecht. In: Sinn und Form.  2/2021, S. 178–183.
- Kafka und die Fakten. In: Sinn und Form 5/2024, S. 638–645.

Features (Auswahl)
- Ein veredeltes Menschengeschlecht, BR/SF 1984
- Nicht ich, WDR 1985
- Nun singen sie nicht mehr, SWF 1985
- Das Leben ist nämlich ein Diktat, SWF 1997
- Über die Unfähigkeit, ein Single zu werden, SFB/NDR 1998
- Notausgänge, dr/BR/SWF/hr 2000 Die Tonalität der Leidenschaft, SWF 2001
- Dichter in der deutschen Wüste, NDR 1999

Filme
- Das Land der Terroni. Dokumentarfilm 1994
- Galileo Galilei. Dokumentar-Spielfilm, ANTEA Roma 1988

Drehbücher
- Die zweite Natur, SWF/BR/WDR 1986
- Die Natur und ihre Beherrscher, SWF/BR/WDR 1986
- Spiel ohne Ende, SWF/BR/WDR 1986
- Reportage, SWF/BR/WDR 1986
- Die Nachricht, SWF/BR/WDR 1986
- Medien, SWF/BR/WDR 1986
- Der journalistische Kommentar, Koautor: Thorsten Lorenz, SWF/BR/WDR 1987
- Der Zirkus der Verse, SWF/BR/WDR 1987
- Das Röntgenbild der Seele, SWF/BR/WDR 1987
- Ich weiß nicht, was soll es bedeuten, SWF/BR/WDR
- Der verdoppelte Text, SWF/BR/WDR 1987
- Musik und Literatur, SWF/BR/WDR 1987
- Der Narr und der Kritiker, SWF/BR/WDR

Übersetzungen (Auswahl)
- Enrico Fubini: Geschichte der Musikästhetik. Stuttgart 1997, ISBN 3-476-00988-2.
- Alessandro Baricco: Sterben vor Lachen. Aufsätze zu Mozart, Rossini, Benjamin und Adorno. München 2005, ISBN 3-446-20580-2.
- Luciano Fabro: Kunst wird wieder Kunst. Bern / Berlin 1990, ISBN 3-906127-21-4.
- Luciano Fabro: Das Gewebe unter der Kruste. Bern / Berlin 1998, ISBN 3-906127-55-9.
- Dacia Maraini: Die stumme Herzogin. München 1991, ISBN 978-3-492-03461-6.
- Pier Paolo Pasolini: Gramsci’s Asche. Gedichte. München 1986. ISBN 3-492-10313-2
- Roberto Saviano - Giovanni di Lorenzo: Erklär mir Italien! Köln 2017, ISBN 978-3-462-04971-8.